# Lista siturilor arheologice din județul Timiș - N
Lista siturilor arheologice din județul Timiș - N conține toate siturile arheologice din județul Timiș înscrise în Repertoriul Arheologic Național (RAN) și aflate în localități al căror nume începe cu litera N. RAN este administrat de Ministerul Culturii și Patrimoniului Național și cuprinde date științifice, cartografice, topografice, imagini și planuri, precum și orice alte informații privitoare la zonele cu potențial arheologic, studiate sau nu, încă existente sau dispărute.
Puteți căuta un sit din localitățile care încep cu litera N folosind formularul de mai jos sau puteți naviga prin toate siturile din județ la Lista siturilor arheologice din județul Timiș.
| Cod RAN                                | Denumire | Localitate                     | Adresă              | Datare          | Descoperit | Coordonate                                    | Imagine           | Erori            |
| -------------------------------------- | --- | ------------------------------ | ------------------- | --------------- | ---------- | --------------------------------------------- | ----------------- | ---------------- |
| 158877.01.01 (Cod LMI: TM-I-s-B-06073) | Tumul I din epoca bronzului de la Nerău - Canalul Gigoșin Est / ansamblu anonim (Categorie: descoperire funerară) (Tip: mormânt tumular)               | sat Nerău, comuna Teremia Mare | Canalul Gigoșin Est | mil. II a. Chr. |            | 45°58′26″N 20°36′42″E / 45.97389°N 20.61167°E | Încărcați imagine | Raportați eroare |
| 158369.01.01                           | Așezarea daco-romană de la Nadăș / ansamblu anonim (Categorie: locuire) (Tip: Așezare)                                                                 | sat Nădaș, oraș Recaș          |                     | Sec. III-IV     |            |                                               | Încărcați imagine | Raportați eroare |
| 157905.01.01                           | Așezarea Coțofeni de la Nădrag - Peștera cu Aven / ansamblu anonim (Categorie: locuire) (Tip: peșteră)                                                 | sat Nădrag, comuna Nădrag      | Peștera cu Aven     | Coțofeni        |            |                                               | Încărcați imagine | Raportați eroare |
| 158877.02.01                           | Așezarea neolitică de la Nerău / ansamblu anonim (Categorie: locuire) (Tip: Așezare)                                                                   | sat Nerău, comuna Teremia Mare |                     | Tiszapolgár     |            |                                               | Încărcați imagine | Raportați eroare |
| 158877.03.01                           | Așezarea din epoca bronzului de la Nerău / ansamblu anonim (Categorie: locuire) (Tip: Așezare)                                                         | sat Nerău, comuna Teremia Mare |                     | Coțofeni        |            |                                               | Încărcați imagine | Raportați eroare |
| 158877.04.01                           | Necropola hallstattiană de la Nerău / ansamblu anonim (Categorie: descoperire funerară) (Tip: Necropolă)                                               | sat Nerău, comuna Teremia Mare |                     |                 |            |                                               | Încărcați imagine | Raportați eroare |
| 158877.05.01                           | Complexul de movile de la Nerău - Hunca mare / ansamblu anonim (Categorie: descoperire funerară) (Tip: movile)                                         | sat Nerău, comuna Teremia Mare | Hunca mare          |                 |            |                                               | Încărcați imagine | Raportați eroare |
| 158877.06.01                           | Așezare de epocă daco-romană de la Nerău / ansamblu anonim (Categorie: locuire) (Tip: Așezare)                                                         | sat Nerău, comuna Teremia Mare |                     | Sec. III-IV     |            |                                               | Încărcați imagine | Raportați eroare |
| 158877.07.01                           | Movila de epocă necunoscută de la Nerău - Movila lui Dogan / ansamblu anonim (Categorie: descoperire funerară) (Tip: Movilă de pământ)                 | sat Nerău, comuna Teremia Mare |                     |                 |            |                                               | Încărcați imagine | Raportați eroare |
| 158877.08.01 (Cod LMI: TM-I-s-B-06073) | Tumul II din epoca bronzului de la Nerău - La Canal Sud / ansamblu anonim (Categorie: descoperire funerară) (Tip: Mormânt tumular)                     | sat Nerău, comuna Teremia Mare | La Canal Sud        |                 |            | 45°58′53″N 20°35′57″E / 45.98139°N 20.59917°E | Încărcați imagine | Raportați eroare |
| 158877.09.01 (Cod LMI: TM-I-s-B-06073) | Tumul III din epoca bronzului de la Nerău - La Canal SE / ansamblu anonim (Categorie: descoperire funerară) (Tip: Mormânt tumular)                     | sat Nerău, comuna Teremia Mare | La Canal SE         |                 |            |                                               | Încărcați imagine | Raportați eroare |
| 158877.10.01 (Cod LMI: TM-I-s-B-06073) | Tumulul IV din epoca bronzului de la Nerău - Movila lui Dogan / ansamblu anonim (Categorie: descoperire funerară) (Tip: Mormânt tumular)               | sat Nerău, comuna Teremia Mare | Movila lui Dogan    |                 |            | 45°57′37″N 20°34′21″E / 45.96028°N 20.5725°E  | Încărcați imagine | Raportați eroare |
| 158877.11.01 (Cod LMI: TM-I-s-B-06073) | Tumulii V și VI din epoca bronzului de la Nerău - Hunca Mare / ansamblu anonim (Categorie: descoperire funerară) (Tip: Mormânt tumular (?))            | sat Nerău, comuna Teremia Mare | Hunca Mare          |                 |            | 45°56′55″N 20°30′46″E / 45.94861°N 20.51278°E | Încărcați imagine | Raportați eroare |
| 158877.11.02 (Cod LMI: TM-I-s-B-06073) | Tumulii V și VI din epoca bronzului de la Nerău - Hunca Mare / ansamblu anonim (Categorie: descoperire funerară) (Tip: Necropolă plană de incinerație) | sat Nerău, comuna Teremia Mare | Hunca Mare          |                 |            | 45°56′55″N 20°30′46″E / 45.94861°N 20.51278°E | Încărcați imagine | Raportați eroare |